# Lucy Boulton
Lucy Boulton (Havering, Reino Unido, 2 de enero de 1986) es una jugadora de voleibol de playa británica.

## Carrera
Comenzó a jugar voleibol mientras asistía a Havering Sixth Form College de 2002 a 2004. Luego jugó en la liga sueca. En 2005 estudió en la Universidad de Exeter. Al mismo tiempo completó 37 partidos internacionales con la selección nacional.
En 2006, cambió al voleibol de playa. Participó en el Campeonato Mundial Junior en Mysłowice con Zara Dampney y terminó en el puesto 37. Conoció entonces a su pareja de juego, Denise Johns, a través de un programa de talentos ese mismo año. Boulton/Johns jugaron sus primeros torneos abiertos en el Circuito Mundial de Voleibol de Playa y terminaron dos veces en el puesto 25. Los primeros Grand Slams siguieron en 2007. Como mejor resultado internacional del año, alcanzaron el puesto 17 en el Abierto de Montreal. A nivel nacional ganaron el Campeonato Británico. En 2008, el dúo terminó en el puesto 41 en los torneos abiertos. Boulton completó las últimas cuatro apariciones del año con Dampney y logró un puesto 17 en Guarujá.
En 2009, Boulton y Johns se reunieron. Participaron en el Campeonato Mundial de Vóley Playa de 2009 en Stavanger. Allí, sin embargo, no pudieron ganar un set y tuvieron que despedirse tras la ronda preliminar. A nivel nacional, sin embargo, ganaron el título por segunda vez. Al año siguiente lograron dos puestos 17 en el World Tour y terminaron 13 en el Abierto de Phuket. En el Campeonato Mundial de Vóley Playa de 2011 en Roma, lograron ganar contra el equipo holandés de Roos van der Hoeven y Jantine van der Vlist en la ronda preliminar, pero fueron eliminados como uno de los equipos terceros más pobres. En el World Tour 2012, el puesto 13 en Sanya fue el mejor resultado.
En 2013, Boulton volvió a formar dúo con Dampney. Boulton/Dampney terminaron 17° en el Abierto de Fuzhou y en el Grand Slam de Corrientes. En el Campeonato Mundial de 2013 en Stare Jabłonki, Boulton/Dampney fueron eliminados sin ganar después de la ronda preliminar.